# Церковь Спасителя в порту Закрова
Цepкoвь Спacитeля в пopту Зaкpoвa (нем. Heilandskirche am Port von Sacrow) — лютеранская церковь в районе Зaкpoв города Потсдам, расположенная на берегу реки Гавель; «необычная» как вследствие своего расположения, так и стиля церковь была построена во времена Фридриха Вильгельма IV — в 1844 году — по проекту архитектора Людвига Персиуса. С 1961 года она находилась в районе Берлинской стены — что причинило зданию значительный ущерб. С 1992 года храм является частью комплекса дворцов и парков Потсдама и Берлина, внесенных в список Всемирного наследия ЮНЕСКО.

## История и описание
Церковь Спacитeля в пopту Зaкpoвa стоит на уступе-террасе, вдающимся в озеро Юнгфернзе; храм расположен в трёх сотнях метров к югу от небольшого Закровского дворца и является одним из элементов его парка, разбитого ландшафтным архитектором Петером Йозефом Ленне в 40-х годах XIX века. Деревня Сакров, на территории которой строился храм, начиная с 1939 года является районом города Потсдам. Несмотря на то, что расстояние между церковью и Глиникским мостом по прямой составляет всего 1,2 км, сухопутный маршрут от неё до центра Потсдама составляет более 10 км.
По состоянию на начало XXI века сохранились лишь отрывочные сведения о первой церкви в Закроу, первое упоминание о которой было обнаружено в документах за 1661 год. В 1694 году на её месте была построена небольшая фахверковая церковь, которая пришла в негодность к 1813 году и была снесена в 1822. После этого протестантская община использовала для служб различный помещения усадьбы и дворца.